# Chris Reinecke
Chris (Christliebe) Reinecke (* 1936 in Potsdam) ist eine deutsche Künstlerin.
Reinecke studierte ab 1956 an der École nationale des Beaux-Arts Paris. 1961 wechselte sie zur Kunstakademie Düsseldorf, wo sie bis 1965 bei Gerhard Hoehme Malerei belegte.
Seit 1959 trat sie mit ephemeren Zeichnungen in Erscheinung. In den 1960er Jahren arbeitete sie auch mit Garnfäden und Häkeltechnik. Zusammen mit Jörg Immendorff, den sie 1964 kennenlernte und später heiratete, gestaltete sie in den Jahren 1968 bis 1969 die neodadaistische Kunstaktion LIDL. Von 1970 bis 1984 zog sich Reinecke aus der aktiven Kunstszene zurück, um sich sozialen Projekten zu widmen. 1984 nahm sie ihre künstlerische Tätigkeit wieder auf und schuf „zarte, fast surreale“ Zeichnungen. 2006/2007 erhielt Reinecke den Kunstpreis der Künstler. 2009 zeigte sie mit dem Projekt Mappa Mundi eine raumfüllende Material- und Papiercollage.
Reinecke ist eine der bekanntesten Künstlerinnen der Studentenrevolte der 1960er Jahre. Mit ihren Objekten, Aktionen und Konzepten erregte sie immer wieder Aufsehen. Ihr Werk ist auf den Dialog mit dem Betrachter ausgerichtet, zielt ab auf Bewusstseinserweiterung und politische Veränderung.